# Coppa Sabatini 1974
La Coppa Sabatini 1974, ventitreesima edizione della corsa, si svolse l'11 settembre 1974 su un percorso di 200 km. La vittoria fu appannaggio dell'italiano Wilmo Francioni, che completò il percorso in 5h05'00", precedendo i connazionali Donato Giuliani e Franco Bitossi.

## Ordine d'arrivo (Top 10)
| Pos. | Corridore           | Squadra     | Tempo    |
| ---- | ------------------- | ----------- | -------- |
| 1    | Wilmo Francioni     | Sammontana  | 5h05'00" |
| 2    | Donato Giuliani     | Filotex     | a 0'35"  |
| 3    | Franco Bitossi      | Scic        | a 4'40"  |
| 4    | Giancarlo Polidori  | Dreherforte | s.t.     |
| 5    | Fabrizio Fabbri     | Sammontana  | s.t.     |
| 6    | Sigfrido Fontanelli | Sammontana  | s.t.     |
| 7    | Italo Zilioli       | Dreherforte | s.t.     |
| 8    | Walter Riccomi      | Sammontana  | s.t.     |
| 9    | Gaetano Juliano     | Magniflex   | s.t.     |
| 10   | Josef Fuchs         | Filotex     | s.t.     |